# Károly Tivadar pfalzi és bajor választófejedelem
Károly Tivadar (Drogenbos, 1724. december 11. – nymphenburgi kastély, 1799. február 16.) pfalzi választófejedelem 1742 és 1777 között és bajor választófejedelem 1777 és 1799 között.

## Élete
Mivel mind János Vilmos, mind öccse és utóda, III. Károly Fülöp pfalzi választófejedelem gyermektelenül hunyt el, Károly Tivadar 1742-ben a Pfalzot örökölte.
III. Miksa József bajor választófejedelem halálával (1777) Károly Tivadar megörökölte a Bajor Választófejedelemséget, és a vesztfáliai béke alapján megszűnt a pfalzi választófejedelemségi rang. Churpfalz-Baiern-nek nevezett pfalzi–bajorországi kettős hercegséget, bár a Rajnai Palotagrófságot formálisan csak 1816 után csatolták a bajor király koronájához (amelyen belül bizonyos autonómiát élvezett).
1778-ban robbant ki a bajor örökösödési háború, és ebben az évben Károly Tivadar átköltözött Mannheimből Münchenbe.
1799. február 12-én Károly Tivadar agyvérzést kapott és elhunyt. Halálával kihalt a Wittelsbachok pfalz-sulzbachi ága, így Churpfalz-Baiern a dinasztia pfalz-zweibrückeni ágára szállt. Károly Tivadar utódja IV. Miksa (József) pfalz-zweibrückeni herceg lett, aki később, 1806-ban Napóleon császár szövetségeseként I. Miksa néven Bajorország királyává emelkedett.

## Házasságai, gyermekei
Károly Tivadar  kétszer nősült. Első hitvese Erzsébet Auguszta hercegnő volt, III. Károly Fülöp pfalzi választófejedelem legidősebb unokája, akit 1742. január 17-én vett feleségül. Egy gyermekük született (Ferenc Lajos József, 1761. június 28-29.), aki csak néhány napig élt. Erzsébet Auguszta 1794. augusztus 17-én meghalt.
Károly Tivadar másodszor 1795. február 15-én nősült meg, Mária Leopoldina főhercegnőt vette feleségül, aki azonban nem szült örököst, csaknem fél évszázaddal élte túl idős férjét.
Több, szeretőitől született gyermekét is ismerjük.
- Pfalzi Erzsébet Auguszta
(1721–1794)
- Habsburg-Estei Mária Leopoldina (1776–1848)